# Řád Belize
Řád Belize (anglicky: Order of Belize) je druhé nejvyšší státní vyznamenání Belize založené roku 1991.

## Historie a pravidla udílení
Belize je bývalou britskou kolonií a i po zisku nezávislosti je britská královna hlavou státu a občané Belize jsou oceňováni britskými řády. Přesto byl 16. srpna 1991 přijat Zákon o státních řádech a vyznamenáních, kterým byl založen i Řád Belize. Je to druhé nejvyšší vyznamenání Belize a zároveň nejvyšší vyznamenání této země, které může být uděleno cizincům. Udílen je v jediné třídě zahraničním hlavám států a mohou jím být ocenění i občané Belize. Formálně je hlavou řádu britský panovník, ale udílen je z rozhodnutí předsedy vlády Belize na doporučení komise pro udílení řádu. Jeho udělení je možné i posmrtně.

## Insignie
Řádový odznak se skládá ze zlatého kulatého medailonu uprostřed s mapou Belize. Při vnějším okraji je zelený kruh s rostlinným motivem. Odznak se nosí zavěšen na široké stuze spadající z pravého ramene na levý bok. Ke stuze je připojen pomocí přechodového prvku v podobě zlaté hlavy jaguára.
Stuha z hedvábného moaré je červená s širokým modrým pruhem uprostřed a s užšími pruhy při obou okrajích v barvě olivově zelené.